# Konzo
Il konzo è una forma di paralisi epidemica che si verifica in remote aree rurali a basso reddito in alcuni stati dell'Africa. 
Gli abitanti di queste regioni affetti dalla malattia sono stati associati a un consumo quasi esclusivo di cassava "amara" (con un’alta percentuale di cianuro), una coltura perenne originaria dell'Amazzonia, ma coltivata in tutte le regioni tropicali del mondo. Si tratta della terza fonte di cibo per importanza nei tropici, dopo il riso e il mais e il cibo di base dell'Africa tropicale.
La cassava cresce su suoli poveri, è resistente alla siccità e le sue radici forniscono con certezza cibo durante le carestie. Da un punto di vista nutrizionale le radici amidacee vengono complementate dal consumo delle sue foglie, che sono ricche di proteine e vitamine. Il konzo fu descritto per la prima volta nel 1938 da Giovanni Trolli, che raggruppò le osservazioni di otto medici che lavoravano nella zona del Kwango, nel Congo belga, oggi Repubblica Democratica del Congo.

## Segni e sintomi
L'inizio della paralisi (paraplegia spastica) è immediata e simmetrica e colpisce le gambe più che le braccia. Ne risulta una forma di disabilità permanente ma non progressiva. Tipicamente il paziente sta in piedi e cammina sulle punte dei piedi con gambe rigide e spesso con clono alle caviglie.
Inizialmente la maggior parte dei pazienti lamenta una debolezza generalizzata durante il primo giorno e rimangono allettati per qualche giorno o settimane, prima di poter provare a camminare. Occasionalmente lamentano una vista appannata e/o difficoltà di parola, particolarmente evidenti il primo mese, salvo che per i pazienti gravemente colpiti. La spasticità è presente fin dal primo giorno, senza alcuna iniziale fase di flaccidità. Dopo le prime settimane di miglioramento funzionale, la paraplegia spastica rimane stabile per il resto della vita. Alcuni pazienti possono soffrire di episodi d'improvviso aggravamento, ad esempio improvviso e permanente peggioramento della paraplegia spastica. Tali episodi sono identici all'attacco iniziale e quindi possono essere interpretati come un "secondo inizio".
La gravità del konzo è variabile; la casistica va da una semplice iperriflessia negli arti inferiori a una grave disabilità, pazienti allettati con paraplegia spastica, debolezza associata del tronco e delle braccia, movimenti oculari e parola compromessi. Sebbene la gravità vari da paziente a paziente, i neuroni lunghi superiori sono invariabilmente più colpiti di quelli corti. Quindi una persona affetta da konzo con danneggiamento dell'eloquio mostra sempre segni di sintomi alle gambe e alle braccia.
Recentemente gli effetti neuropsicologici del konzo sono stati descritti.

## Cause
I motivi della lesione neurologica non sono chiari. La comparsa della malattia è associata a un'elevata assunzione di cianuro da una dieta ripetitiva di cassava "amara", povera in proteine, particolarmente di aminoacidi solforati, i quali sono essenziali per la disintossicazione dal cianuro, trasformandolo in tiocianato, che viene rimosso nelle urine. Un certo numero di studi attribuisce la causa alla combinazione di elevata assunzione di cianuro a una bassa assunzione di aminoacidi solforati. Si è ora mostrato che mese per mese l'incidenza del konzo è significativamente correlata con la percentuale di bambini che evidenziano un elevato contenuto di tiocianato nelle urine, il che dà la misura dell'assunzione da parte loro di cianuro. L'importanza di un'adeguata assunzione di aminoacidi solforati è evidenziata da tre epidemie di konzo fra loro non correlate in Mozambico, Tanzania e nella Repubblica Democratica del Congo. Gente del medesimo gruppo etnico che vivevano a soli 5 km da quelli affetti da konzo aveva una presenza pressoché nulla di konzo, poiché in Mozambico essi vivevano vicino al mare, in Tanzania vicino al lago Vittoria e avevano accesso al pesce mentre nella Repubblica Democratica del Congo avevano accesso alle proteine animali.
La relazione di risposta per dose tra l'incidenza del konzo e l'assunzione di cianuro, insieme alla prevenzione in molti villaggi ottenuta riducendo l'assunzione di cianuro attraverso la cassava e l'importanza degli aminoacidi sulfurati in via preventiva, mostrano che il konzo è molto probabilmente dovuto a una elevata assunzione di cianuro insieme a una bassa assunzione di aminoacidi solforati in una dieta di cassava "amara".
Il Konzo non si verifica a meno che non si uniscano queste condizioni, il che succede solo in villaggi remoti di sei paesi dell'Africa tropicale. Il numero totale di casi registrati fino al 2009 era di 6788, ma la maggior parte dei casi non è mai stata registrata e vi sono stime di 100 000 casi nella Repubblica Democratica del Congo solo nel 2002.
Il konzo si diffonde geograficamente via via che la cassava viene coltivata in nuove zone, dove vi è scarsa conoscenza dei procedimenti necessari a eliminare i composti cianogeni. Le epidemie di konzo si verificano a causa della guerra, che provoca disastri nella vita dei villaggi poveri, e della siccità, quando le piante aumentano i contenuti cianogeni delle radici da 2 fino a 4 volte e anche il contenuto in cianuro della farina di cassava aumenta notevolmente. Il konzo è anche endemico in certe zone.
Metodi tradizionali di preparare la cassava per rimuoverne il contenuto cianogeno consistono nell'essicazione al sole e nella fermentazione in blocco, nell'Africa orientale, che tuttavia sono inadeguati nel rimuovere i composti cianici anche negli anni di normale piovosità. Nell'Africa centrale l'ammollo delle radici di cassava in acqua per 4–5 giorni è adeguato allo scopo, ma un breve ammollo di 1–2 giorni lascia gran quantità di cianogeni nella farina e conduce al konzo. Nell'Africa occidentale un prodotto rosolato chiamato "gari" viene preparato con metodi diversi da quelli usati per produrre la farina, il che riduce il contenuto totale in cianuro a 10-20 ppm. Non vi sono casi registrati di konzo ad ovest del Camerun. Comunque un'altra malattia neurologica chiamata neuropatia tropicale atassica si verifica tra le persone anziane nel sudovest della Nigeria, in Tanzania, Uganda, Kenya, Indie Occidentali e India meridionale ed è probabilmente causata da assunzione per lungo tempo di composti cianogeni della cassava in quantitativi inferiori a quelli che provocano il konzo.

## Diagnosi
L'OMS ha raccomandato tre criteri per la diagnosi del konzo:
- una visibile anormalità simmetrica spastica dell'andatura camminando o correndo
- una storia di inizio da meno di una settimana seguita da un corso non progressive in una persona precedentemente sana
- riflessi bilaterali eccessivi a scatti di ginocchia o caviglie senza segni di malattia della colonna vertebrale

A seconda della sua gravità il konzo è stato diviso in tre categorie:
- lieve, quando la persona affetta riesce a camminare senza aiuti
- moderato, quando la persona affetta necessita di uno o due bastoni (o grucce) per poter camminare
- grave, quando la persona affetta non è in grado di camminare senza aiuti

### Diagnosi differenziate
I sintomo clinici sono molto simili a quelli del latirismo e anche a quelli della "paraparesi tropicale spastica" e della paraparesi spastica ereditaria, solo che gli ultimi due disturbi hanno un inizio molto lento. Il konzo è diverso dalla poliomielite, che è una paralisi flaccida e nella maggior parte dei casi colpisce le persone in modo asimmetrico.
Una distinta mielo-neuropatia, anch'essa associata all'assunzione di cianogeni dalla cassava è la "neuropatia tropicale atassica", come descritta per la prima volta in parti della Nigeria da Benjamin Oluwakayode Osuntokun nel 1968. Questa malattia si manifesta ancora nelle stesse zone.

## Prevenzione
Il konzo può essere prevenuto con l'uso del "metodo della bagnatura" (wetting method), che è utilizzato per rimuovere i residui cianogeni dalla farina di cassava, come un metodo addizionale di procedimento. La farina di cassava è posta in una scodella e il livello raggiunto segnato all'interno di quest'ultima. Vi si aggiunge acqua mescolando fino a che l'altezza della farina bagnata supera il segno. La farina bagnata è posta su un tappetino per due ore al sole o per cinque all'ombra per consentire l'uscita dell'acido cianidrico prodotto dalla "rottura" della linamarina da parte dell'enzima linamarase. La farina umida viene quindi cotta in acqua bollente nel modo tradizionale producendo uno spesso porridge chiamato fufu o ugali, che è aromatizzato in qualche modo come una salsa. Questo metodo è accettato dalla donne contadine poiché richiede poco lavoro o pochi attrezzi in più e produce il fufu, che non è amaro, poiché l'amara linamarina se n'è andata.
Nel 2010 il wetting method fu insegnato alla donne del villaggio Kay Kalenge, Popokabaka Health Zone, Bandundu Province, DRC, dove erano presenti 34 casi di konzo. Le donne usarono questo metodo e durante l'intervento (durato 18 mesi) non si verificarono casi di konzo e il contenuto urinario del tiocianato degli scolari scese a livelli di sicurezza. Il konzo è stato prevenuto per la prima volta sempre nella stessa zona nella quale fu scoperto per la prima volta dal Dr Trolli nel 1938. Quattordici mesi dopo la fine dell'intervento il villaggio fu nuovamente visitato. Si apprese che non si erano più verificati casi di konzo, gli scolari avevano bassi livelli di tiocianato nelle urine, il wetting method era ancora in uso e si era diffuso grazie a un "passaparola" anche nei villaggi vicini. È importante insegnare alle donne che il konzo è provocato da un veleno presente nel loro cibo, per far sì che usino regolarmente il wetting method e sono disponibili poster in tredici diversi linguaggi come aiuto didattico.
Il wetting method è stato ora utilizzato in 13 villaggi della Repubblica Democratica del Congo con circa 10 000 persone. I tempi d'intervento sono stati ridotti dai 18 mesi del primo, ai 12 mesi del secondo e ai 9 del terzo e del quarto. Ciò ha ridotto il costo a persona per intervento a $16 per persona. Questo metodo finalizzato a ridurre l'assunzione di cianuro è molto meno cara e più efficace nel prevenire il konzo, che interventi basati su larga scala.

## Trattamento e prognosi
Sebbene non sia ancora stato trovato un trattamento, è stato mostrato che individui affetti ottengono benefici dalla riabilitazione e dall'utilizzo di adeguati aiuti alla deambulazione. Nella Repubblica dell'Africa Centrale alcuni bambini sono stati operati con un allungamento del tendine di Achille che ha migliorato la posizione dei piedi ma le conseguenze nel lungo termine rimangono incerte.

## Epidemiologia
È stato riportato che il konzo si è diffuso principalmente fra donne e bambini in popolazioni remote della Repubblica Democratica del Congo, in Mozambico (dove è conosciuto come mantakassa), Tanzania, Repubblica Centrafricana, Camerun e Angola.
Il primo scoppio epidemico ebbe luogo nella Provincia di Bandundu (oggi parte della Repubblica Democratica del Congo) negli anni 1936-1937 e il secondo nella Provincia di Nampula, nel Mozambico settentrionale, nel 1981. Ciascuno di questi episodi conta più di 1000 casi. È comune l'affezione di un'intera famiglia. Le manifestazioni originali hanno luogo tipicamente nella stagione estiva in famiglie ove si vive in povertà assoluta, che si sono sostentate per settimane o mesi con cassava "amara" non sufficientemente trattata. Sia focolai minori che casi sporadici sono stati riportati in entrambi i paesi di cui sopra.

## Etimologia
"Konzo" significa "gambe legate" nel linguaggio yaka del sudovest della Repubblica Democratica del Congo e fu la denominazione della prima popolazione affetta dell'attuale Repubblica Democratica del Congo riportata dal dr. G. Trolli nel 1938. Il nome fu ripreso da Hans Rosling e dai suoi colleghi, come idoneo a descrivere la tipica andatura spastica di coloro che ne sono affetti.